# Arçon (Loire)
Der Arçon ist ein Fluss in Frankreich, der in den Regionen Auvergne-Rhône-Alpes und Bourgogne-Franche-Comté verläuft. Er entspringt im Gemeindegebiet von Saint-Bonnet-des-Quarts, entwässert generell in nordöstlicher Richtung und mündet nach rund 28 Kilometern im Gemeindegebiet von Artaix als linker Nebenfluss in die Loire. In seinem Mündungsabschnitt unterquert der Arçon den Schifffahrtskanal Canal de Roanne à Digoin. Auf seinem Weg durchquert der Fluss die Départements Loire und Saône-et-Loire.

## Orte am Fluss
(Reihenfolge in Fließrichtung)
- Vivans
- Chenay-le-Châtel
- Artaix